# Herman Diamant
Herman Diamant, född den 28 mars 1918 i Stockholm, död där den 12 augusti 2013, var en svensk läkare.
Diamant avlade medicine licentiatexamen i Stockholm 1944. Han var underläkare vid Karolinska sjukhuset 1944–1952 och forskningsläkare vid Försvarets forskningsanstalt 1952–1953. Diamant blev medicine doktor 1954 och docent i öron-, näs- och halssjukdomar vid Karolinska institutet 1955. Han var underläkare och biträdande överläkare i öronkliniken vid Karolinska sjukhuset 1953–1962. Diamant var professor i oto-rhino-laryngologi vid Medicinska högskolan i Umeå 1962–1984 (från 1965 vid Umeå universitet) och samtidigt överläkare i öron-, näs- och halskliniken vid Umeå lasarett. Han utgav skrifter i otologi, toxikologi och medicinhistoria. Diamant blev riddare av Nordstjärneorden 1966.